# Jens Voigt
Jens Voigt (Grevesmühlen, 17 de setembro de 1971) é um ciclista de estrada alemão. Em 10 de Julho de 2005, em Mulhouse, vestiu a camisa amarela de líder do Tour de France pela segunda vez, que já foi sua durante uma etapa da edição de 2000. Desde 2005, faz parte da equipe CSC, após ter competido vários anos pela equipa francesa Crédit Agricole. Profissionalizou-se em 1997.

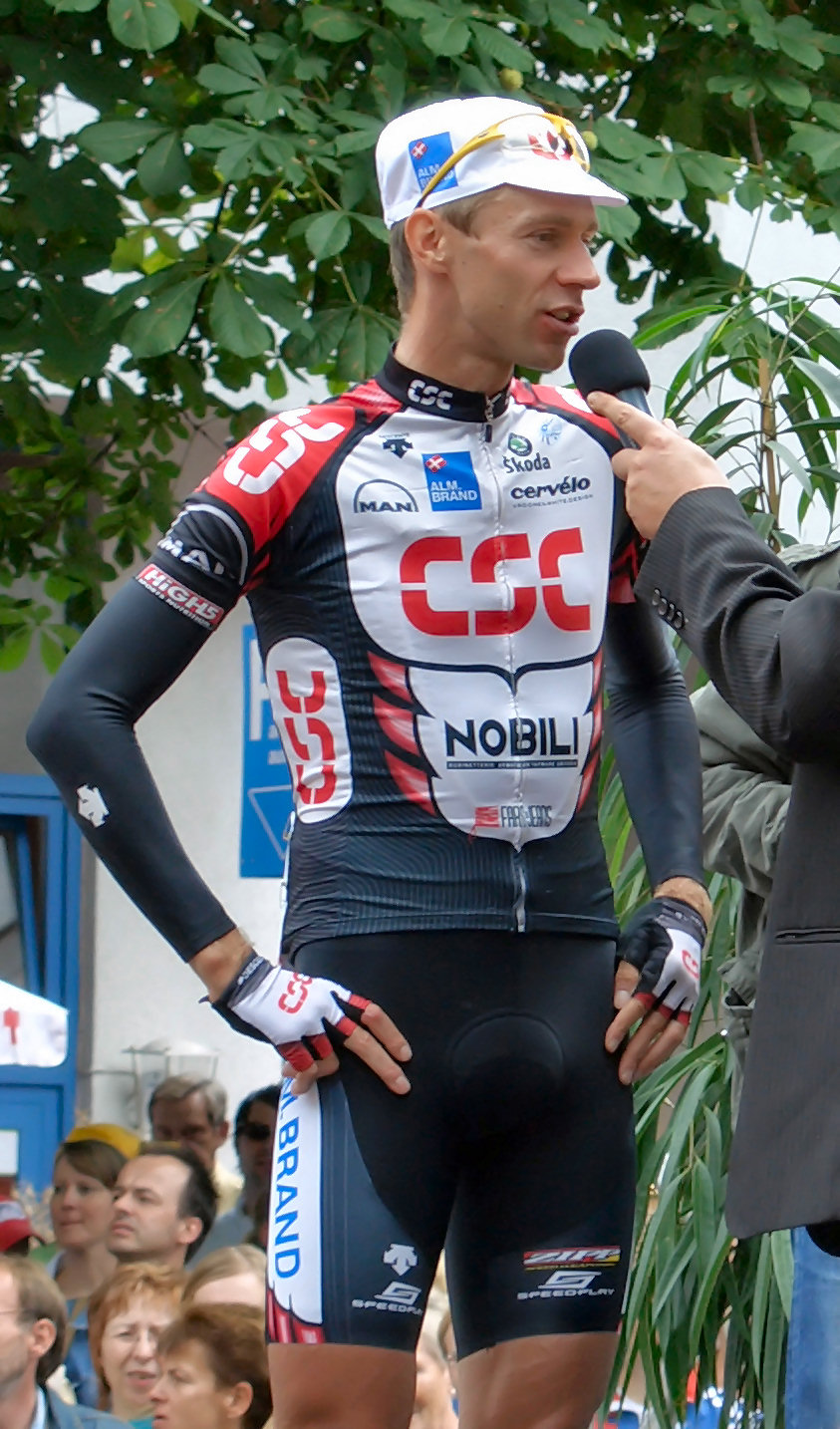
Jens Voigt

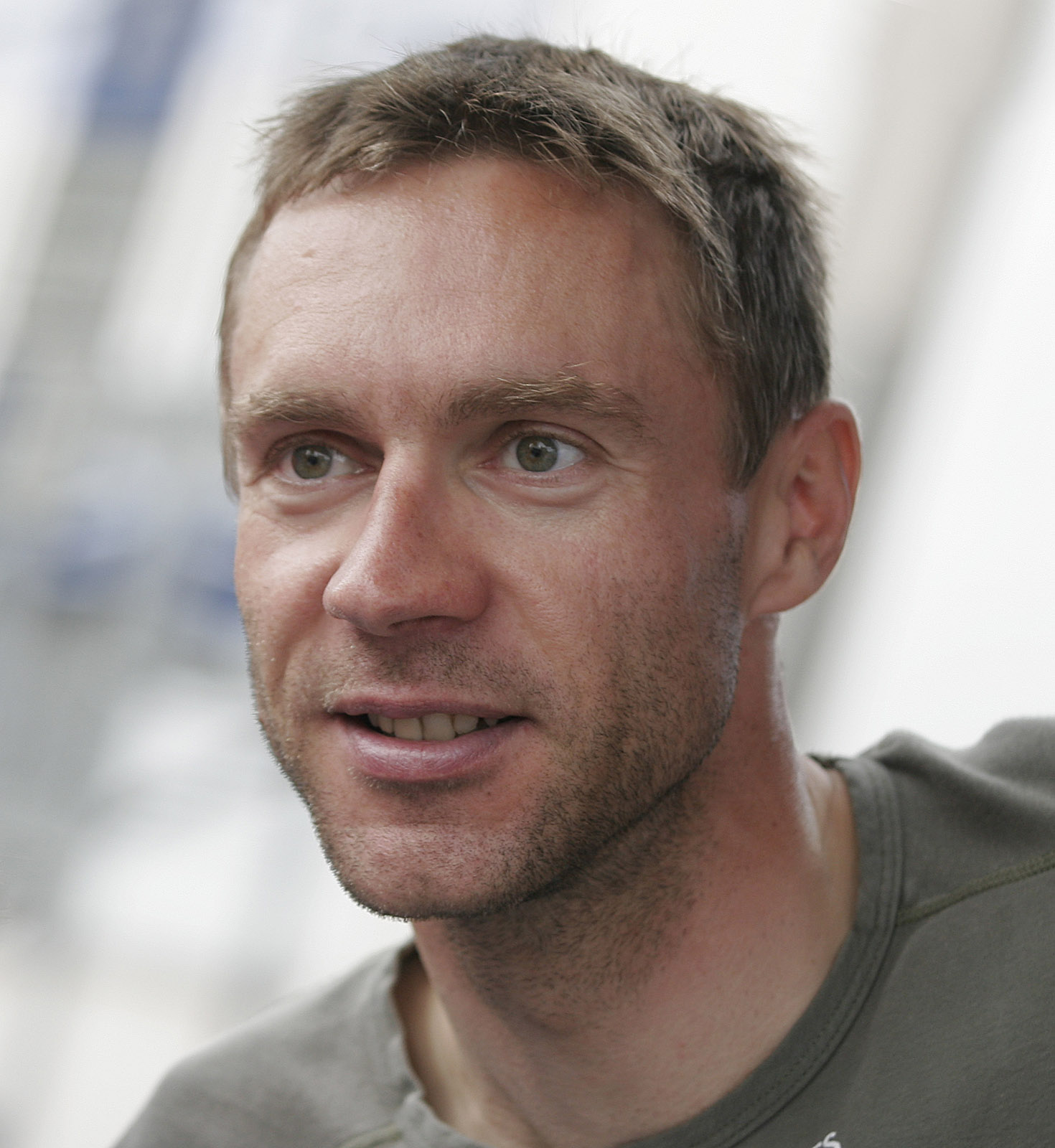
Jens Voigt em 2007

O alemão bateu o recorde da hora em um velódromo da Suíça com 51,115 quilômetros superando o antigo recorde de Ondrej Sosenka, que em 2005 atingiu 49,700 quilômetros.